# Canyon Lake (California)
Canyon Lake es una ciudad y urbanización cerrada ubicada en el condado de Riverside en el estado estadounidense de California, fundada en 1990. En el año 2000 tenía una población de 11,161 habitantes y una densidad poblacional de 960 personas por km². 

## Geografía
Canyon Lake se encuentra ubicada en las coordenadas 33°41′N 117°16′O / 33.683, -117.267. Según la Oficina del Censo, la ciudad tiene un área total de 12,1 km² (4,7 mi²), de la cual 10,4 km² (4 mi²) es tierra y 1,8 km² (0,7 mi²) (14.71%) es agua.

## Demografía
Según la Oficina del Censo en 2000 los ingresos medios por hogar en la localidad eran de $70,106, y los ingresos medios por familia eran $72,317. Los hombres tenían unos ingresos medios de $57,413 frente a los $36,016 para las mujeres. La renta per cápita para la localidad era de $29,646. Alrededor del 4.9% de la población estaban por debajo del umbral de pobreza.